# Euphranta balteata
Euphranta balteata är en tvåvingeart som beskrevs av Hardy 1981. Euphranta balteata ingår i släktet Euphranta och familjen borrflugor. Inga underarter finns listade i Catalogue of Life.